# Spaladium Arena
A Spaladium Arena é um estádio coberto situado na cidade de Split, Croácia. O recinto inaugurado em 2008 conta com uma capacidade para 10 900 pessoas. O estádio utiliza-se principalmente para desportos como o andebol, basquetebol e Futsal, e é sede do clube KK Split da Liga Croata de Basquetebol. É lugar habitual para Concertos e Eventos.
Foi utilizado como uma das sedes do Campeonato Mundial de Handebol Masculino de 2009 e sede da Campeonato Europeu de Futsal de 2012.

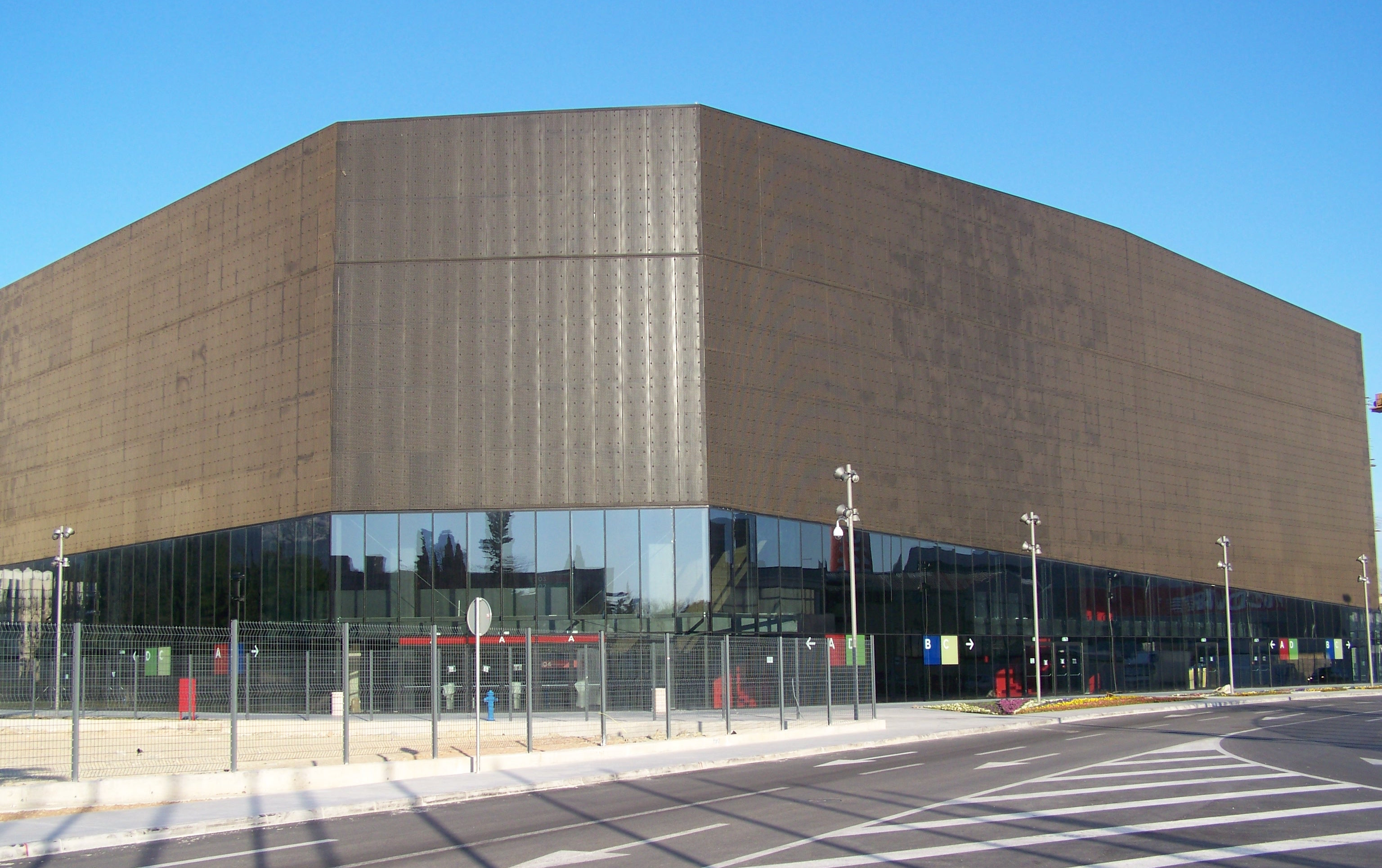
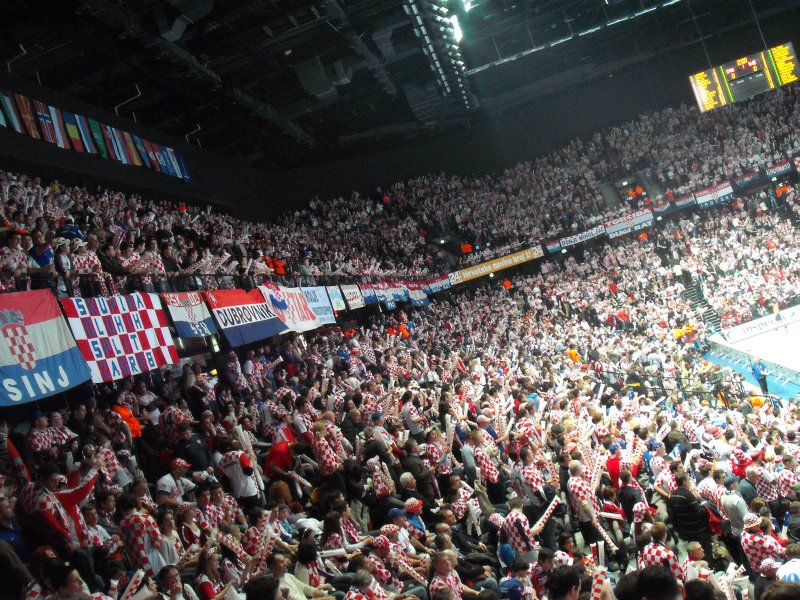